# Larry Robison
Larry Keith Robison (* 12. August 1957 in Taylor County, Texas; † 21. Januar 2000 in Huntsville, Walker County, Texas) war ein US-amerikanischer Mörder, der fünf Menschen tötete. Er wurde 2000 hingerichtet.

## Ereignisse
Larry Robison tötete am 10. August 1982 auf grausame Weise fünf Menschen in Tarrant County, Texas. Er hatte den 31-jährigen Ricky Bryant durch zwei Kopfschüsse getötet und enthauptet, zudem war der Körper mit Schnitten und Messerstichen übersät. Im Haus nebenan wurden die 55-jährige Earline Barker, der 33-jährige Bruce Gardner, die 34-jährige Georgia Reed und der 11-jährige Scott Reed ermordet aufgefunden. Alle Opfer wiesen Schuss-, Schnitt- und Stichwunden auf.
Robison wurde am nächsten Tag in Kansas verhaftet. Er war mit dem Auto des Opfers Bruce Gardner unterwegs und trug die Mordwaffe sowie Schmuck und die Brieftaschen der Opfer Bruce Gardner und Ricky Bryant bei sich. Eine Bekannte sagte gegenüber den Ermittlern aus, dass Robison ihr die Taten während eines Telefongesprächs nach seiner Festnahme gestanden hatte. Laut ihrer Aussage tötete er Bryant zuerst und ging nur zu dem Haus nebenan, da er die Fahrzeugschlüssel für Bryants Auto nicht finden konnte. Dort tötete er die vier Bewohner, um an das Fahrzeug von Bruce Gardner zu gelangen und keine Zeugen zu hinterlassen.
Robison wurde wegen Mordes angeklagt und 1983 zum Tode verurteilt. 1986 wurde das Urteil vom texanischen Berufungsgericht wegen eines Fehlers bei der Auswahl der Jury aufgehoben. Im November 1987 wurde er jedoch in einem erneuten Verfahren wieder zum Tode verurteilt. Das Berufungsgericht bestätigte das Urteil und die Strafe im Juni 1994. Alle folgenden Rechtsmittel wurden abgelehnt.
Robison litt an paranoider Schizophrenie, seine Eltern konnten sich jedoch eine Behandlung nicht leisten. Bei Robisons beiden Verfahren war der Jury gegenüber nicht näher auf dessen psychische Erkrankung eingegangen worden. Der Staatsanwalt argumentierte, dass es viele an Schizophrenie leidende Menschen gebe, die nicht zum Mörder werden.
Gnadengesuche, unter anderem durch Papst Johannes Paul II. und Vertreter der Europäischen Union, wurden von Gouverneur George W. Bush abgelehnt. Sprecher Mike Johnson sagte, dass es nicht Angelegenheit des Gouverneurs sei, Urteile über den mentalen Zustand von Häftlingen zu fällen. Dafür seien Gerichte zuständig.
Robison wurde im Januar 2000 in der Huntsville Unit mit der Giftspritze hingerichtet.